# Pareumenes caffra
Pareumenes caffra är en stekelart som först beskrevs av Meade-waldo 1911.  Pareumenes caffra ingår i släktet Pareumenes och familjen Eumenidae. Inga underarter finns listade i Catalogue of Life.